# Kaliappan Nanthakumar
Kaliappan Nanthakumar (Ipoh, 13 ottobre 1977) è un calciatore malese, centrocampista del MISC-MIFA Kuala Lumpur.

## Caratteristiche tecniche
È un centrocampista difensivo.

## Carriera

### Club
Comincia a giocare al Perak. Nel 2005 si trasferisce al Selangor. Nel 2006 torna al Perak. Nel 2009 passa al Selangor. Nel 2010 viene acquistato dal Perak. Nel 2013 si trasferisce al Kelantan. Nel 2014 passa al Negeri Sembilan. Nel 2015 viene acquistato dal MISC-MIFA Kuala Lumpur.

### Nazionale
Ha debuttato in Nazionale nel 2002. Ha partecipato, con la Nazionale, alla Coppa d'Asia 2007. Ha collezionato in totale, con la maglia della Nazionale, 37 presenze.